# Susa (ort)
Susa är en ort i Colombia.   Den ligger i departementet Cundinamarca, i den centrala delen av landet, 100 km norr om huvudstaden Bogotá. Susa ligger 2 561 meter över havet och antalet invånare är 1 608.
Terrängen runt Susa är huvudsakligen kuperad, men norrut är den platt. Runt Susa är det ganska tätbefolkat, med 80 invånare per kvadratkilometer. Närmaste större samhälle är Ubaté, 15,8 km söder om Susa. I omgivningarna runt Susa växer i huvudsak städsegrön lövskog.